# John Manners (homme politique)
Pour les articles homonymes, voir John Manners.
John Manners (27 septembre 1730 - 23 septembre 1792) est un homme politique anglais et le fils naturel aîné de William Manners.

## Biographie
En 1754, il remplace son père comme député de Newark, qu'il représente jusqu'en 1774.

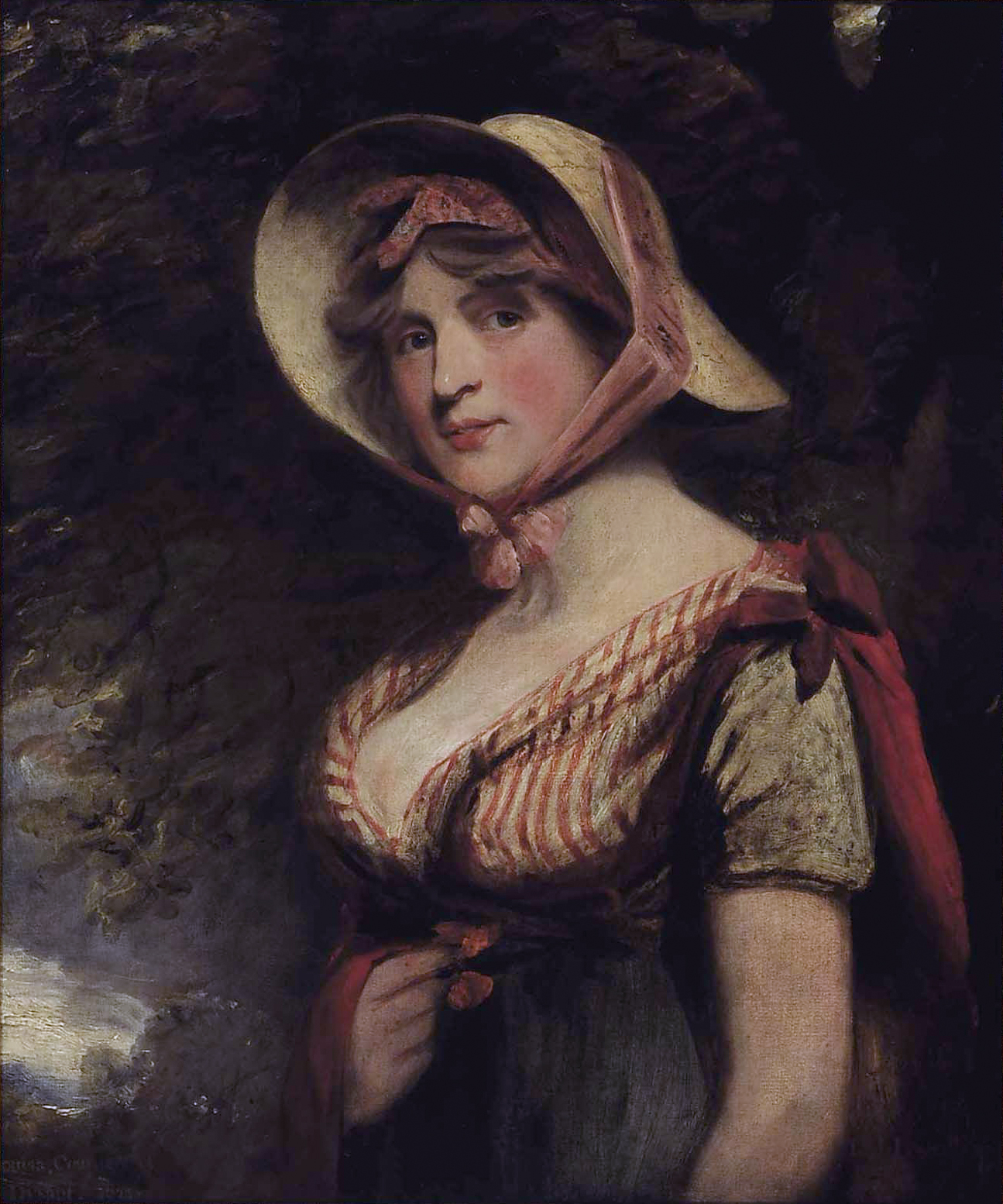
Louisa Manners (1821)

Il épouse Louisa Tollemache le 4 septembre 1765 et ils ont dix enfants, dont plusieurs adoptent le nom de famille de Talmash ou Tollemache après qu'il devient clair que leur mère hériterait du comté de Dysart :
1. William Manners Talmash (Lord Huntingtower) (en) (1766-1833) ;
2. HJohn Manners Tollemache (mort en 1837) ;
3. Charles Manners-Tollemache (2 janvier 1775 - 26 juillet 1850), marié deux fois ;
4. Catherine Sophia Manners, ou Katherine Sophia Manners (décédée le 28 mai 1825), mariée le 16 août 1793 en tant que première épouse à Gilbert Heathcote (4e baronnet) ;
5. Maria Caroline Manners (décédée le 20 décembre 1805), mariée le 9 septembre 1799 à James Duff (4e comte Fife) ;
6. Louisa Grace Manners (décédée le 19 février 1816), mariée le 15 août 1802 à Aubrey Beauclerk (6e duc de Saint-Albans) ;
7. Laura Manners Tollemache (morte le 11 juillet 1834), mariée le 2 juin 1808 sous le nom de Miss Laura Manners, à John William Henry Dalrymple, 7e comte de Stair (1784-1840), union annulée en juillet 1811 ;
8. George Manners, mort jeune ;
9. Elizabeth Louisa Manners, morte jeune ;
10. Sophia Manners, morte jeune.

Sa femme hérite des domaines Tollemache en 1820 à l'âge de 75 ans. Elle meurt en 1840.